# 1888年のスポーツ
- 年度別スポーツ記事一覧

## クリケット
- 第6回ジ・アッシズ（1887-1888シーズン）優勝：イングランド（1勝0敗）
- 第7回ジ・アッシズ優勝：イングランド（2勝1敗）

## 競馬

### イギリス
クラシック
- 2000ギニー - エアシャー
- 1000ギニー - Briar-Root
- エプソムダービー - エアシャー
- エプソムオークス - シーブリーズ
- セントレジャーステークス - シーブリーズ

その他主要レース
- アスコットゴールドカップ - ティモシー
- グッドウッドカップ - ラダ
- ドンカスターカップ - グラフトン
- エクリプスステークス - オービット
- チャンピオンステークス - Friar's Balsam
- グランドナショナル - プレイフェアー

### アメリカ合衆国
- ウィザーズステークス - サーディクソン
- ベルモントステークス - サーディクソン

### フランス
- パリ大賞典 - スチュアート
- ジョッケクルブ賞 - スチュアート

### オーストラリア
- メルボルンカップ - メンター

## ゴルフ

### 世界4大大会（男子）
- 全英オープン優勝者：ジャック・バーンズ（イギリス）

## サッカー

### イングランド
- FAカップ決勝

ブラックバーン・ローヴァーズ 0-0 ウェスト・ブロムウィッチ・アルビオン
ブラックバーン・ローヴァーズ 2-0 ウェスト・ブロムウィッチ・アルビオン（再戦）
- フットボールリーグ創設

## テニス
- 4月25日 - イギリス・ローンテニス協会設立

### グランドスラム
- ウィンブルドン　男子単優勝：アーネスト・レンショー（イギリス）、女子単優勝：ロッティ・ドッド（イギリス）
- 全米選手権　男子単優勝：ヘンリー・スローカム（アメリカ）、女子単優勝：バーサ・タウンゼント（アメリカ）

## ボート
- オックスフォード・ケンブリッジ大学対抗レガッタ優勝：ケンブリッジ大学

## 野球

### アメリカ大リーグ
- ナショナルリーグ優勝：ニューヨーク・ゴサムズ
- アメリカン・アソシエーション優勝：セントルイス・ブラウンズ

### 日本
- 三田ベースボール倶楽部（慶應義塾体育会野球部の前身）発足

## 誕生
- 1月19日 - クラレンス・グリフィン（アメリカ、テニス、+1973年）
- 4月4日 - トリス・スピーカー（アメリカ、野球、+1958年）
- 7月14日 - オディル・ドフレイエ（ベルギー、自転車競技、+1914年）
- 8月1日 - チャールズ・ウィンスロー（南アフリカ、テニス、+1963年）
- 8月24日 - 野口源三郎（埼玉県、陸上競技、+1967年）[1]
- 10月6日 - ローラン・ギャロス（フランス、飛行家、+1918年）
- 10月17日 - 鈴鹿栄（京都府、野球、+1957年）
- 10月24日 - アンダース・ホーゲン（ノルウェー→アメリカ、スキージャンプ、+1984年）
- 12月3日 - アルガーノン・キングスコート（イギリス、テニス、+1964年）
- 12月20日 - ジャン・ブーアン（フランス、陸上競技、+1914年）

## 死去
- 2月10日 - 松浦武四郎（三重県、探険家、*1818年）
- 10月20日 - ニコライ・プルジェワルスキー（ロシア、探検家、*1839年）